# Toyo-kumo-no-no-kami
Toyo-kumo-no-no-kami (豊雲野神?   según el Kojiki, literalmente “Señor íntegro”) o Toyo-kumo-nu-no-mikoto (豊斟渟尊?   según el Nihonshoki) es un kami que apareció tras la creación del cielo y de la tierra según la mitología japonesa; esta deidad conforma una de las generaciones del Kamiyonanayo (“siete generaciones divinas”).

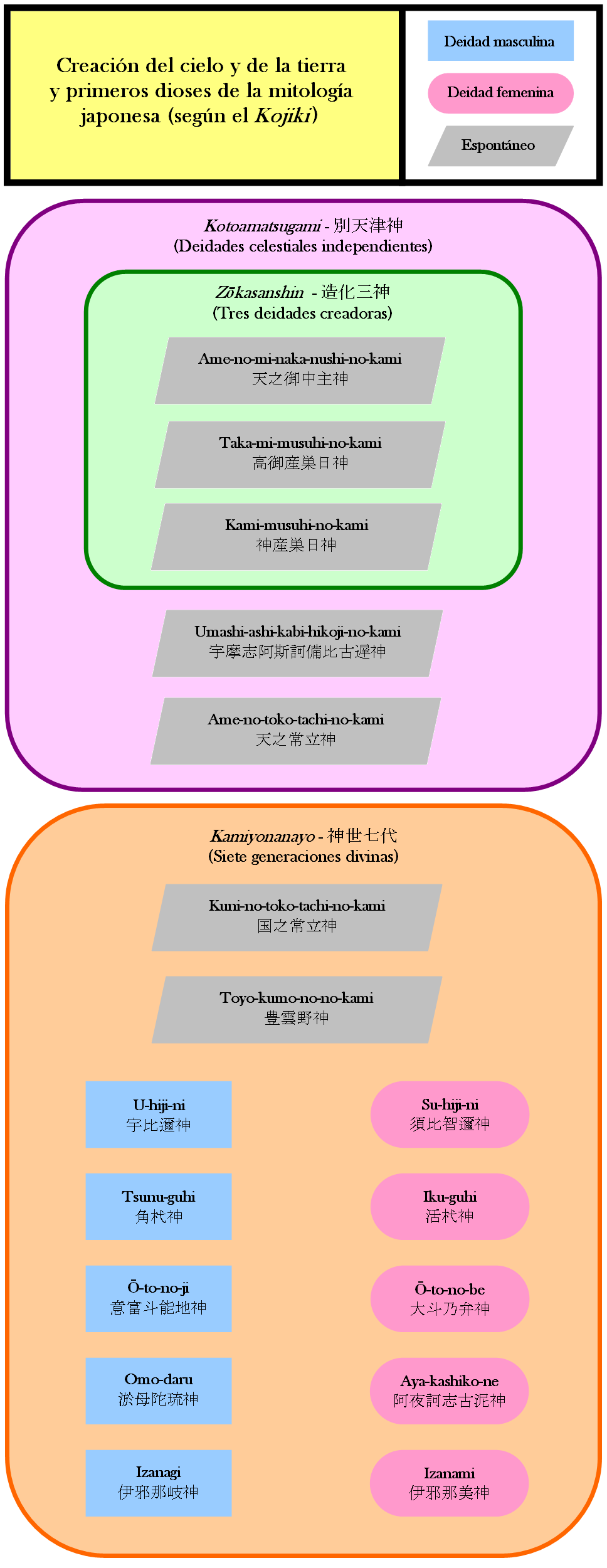
Lista de kami que surgieron tras la creación del cielo y la tierra.

Según el Kojiki pertenece a la segunda generación del Kamiyonanayo, posterior a la aparición de Kuni-toko-tachi-no-kami; al igual que su antecesor, es un dios espontáneo que se formó de manera solitaria, y posterior a su nacimiento se ocultó.
En cambio con el Nihonshoki, aparece en la tercera generación del Kamiyonanayo, tras la aparición de Kuni-toko-tachi-no-mikoto y de Kuni-no-satsuchi-no-mikoto, y que su sexo es masculino.
Tanto en el Kojiki como en el Nihonshoki no se vuelve a mencionar este personaje en leyendas posteriores.